# Improvviso dell'Ohio
Improvviso dell'Ohio (in lingua inglese Ohio Impromptu) è un dramma breve in un atto unico scritto nel 1981 dal drammaturgo irlandese Samuel Beckett e stampato per la prima volta nel 1981 (nella raccolta Rockaby and Other Short Pieces, Grove Press, London). La traduzione francese dell'autore stesso venne pubblicata dalle Éditions de Minuit con il titolo Impromptu d'Ohio, nella raccolta Catastrophe et autres dramaticules (1982). Quella italiana, di Carlo Fruttero e Franco Lucentini, in Tre pezzi d'occasione, presso Einaudi nel 1982.
I personaggi sono un ascoltatore e un lettore, secondo indicazione di Beckett il più possibile simili d'aspetto, seduti a un tavolo di legno grezzo. Hanno entrambi lungo cappotto nero e lunghi capelli bianchi. Uno legge e l'altro interrompe battendo le nocche della mano sinistra sul tavolo, al che il primo spesso ripete quel che legge. Il ritmo di interruzioni e riprese ha quasi una cadenza musicale. Quel che legge nel libro è la storia di un uomo che è andato via da un posto lungo il fiume, dove ha vissuto tanti anni con una persona ora scomparsa, e si è trasferito sull'altra riva. Qui gli fa visita qualcuno che si mette a leggergli una storia in piena notte, facendogli compagnia.
La prima mondiale fu nel 1981 a Columbus (Ohio), in occasione di un convegno internazionale su Beckett, tenuto per i suoi 75 anni. La regia era di Alan Schneider e gli attori erano David Warrilow e Rand Mitchell. La prima italiana, nel 1982, per la regia di Giancarlo Romani Adami, aveva come attori Virginio Gazzolo e Paolo Cosenza.

## Edizioni
- Samuel Beckett, Ohio Impromptu, in Rockaby and Other Short Pieces, Grove Press, New York 1981
- Samuel Beckett, Ohio Impromptu, in Three Occasional Pieces, Faber and Faber, London 1982
- Samuel Beckett, Impromptu d'Ohio, in Catastrophe et autres dramaticules, Éditions de Minuit, Paris 1982
- Samuel Beckett, Improvviso dell'Ohio, trad. di Carlo Fruttero e Franco Lucentini, in Tre pezzi d'occasione, Einaudi, Torino 1982, pp. 46–63; poi in Teatro completo, Einaudi-Gallimard, Torino 1994, pp. 501–07